# Quararibea martinii
Quararibea martinii là một loài thực vật có hoa trong họ Cẩm quỳ. Loài này được Baill. miêu tả khoa học đầu tiên năm 1872.